# شاه‌آباد (بیرجند)
شاه‌آباد یک روستا در ایران است که در دهستان باقران شهرستان بیرجند واقع شده‌است.